# Assyrisk konst

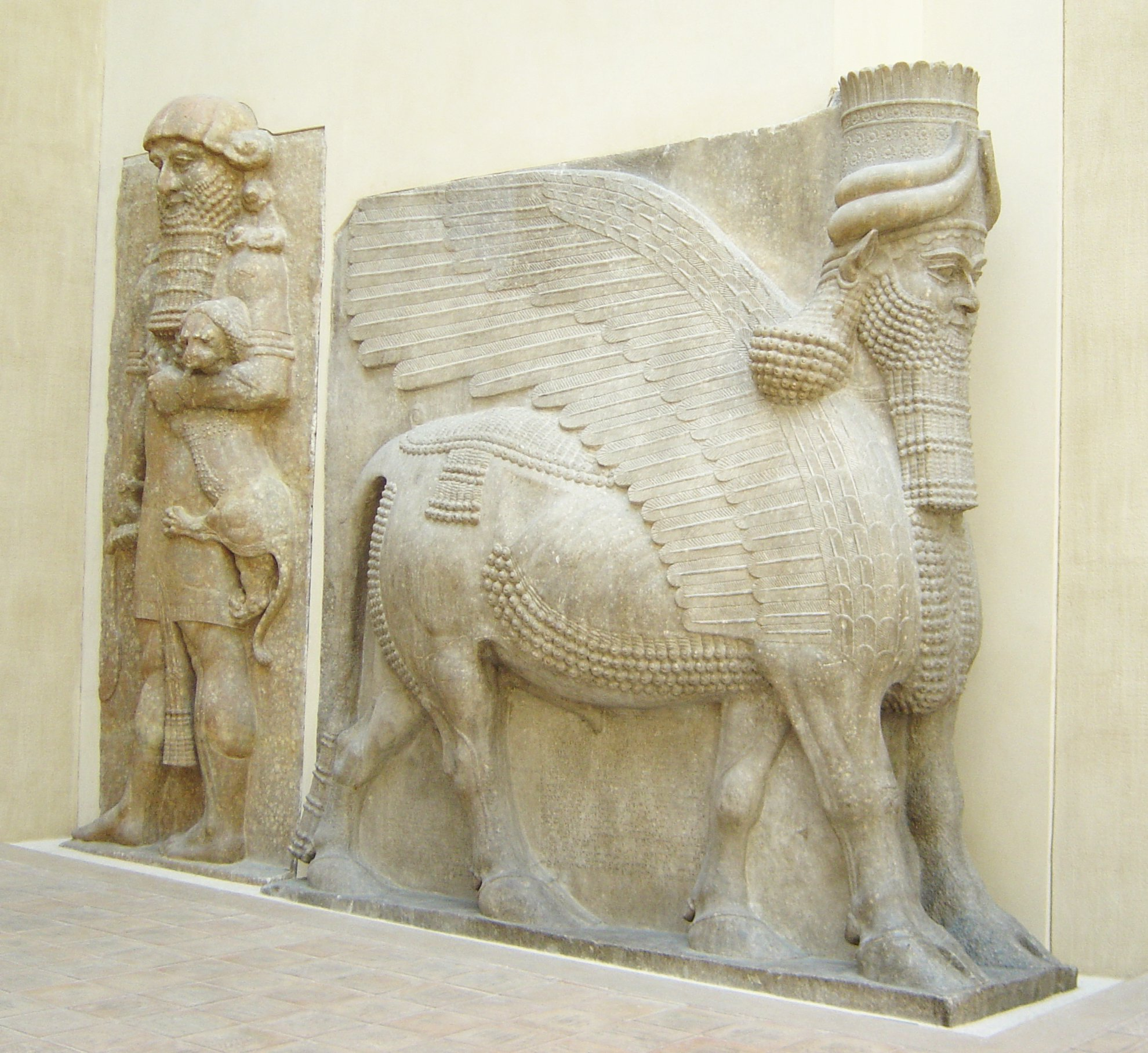
En av portarna i Dur-Sharukin, Assyrien, Louvren.
Bild: David Monniaux, 2003. (GFDL, CC-BY 1.0)

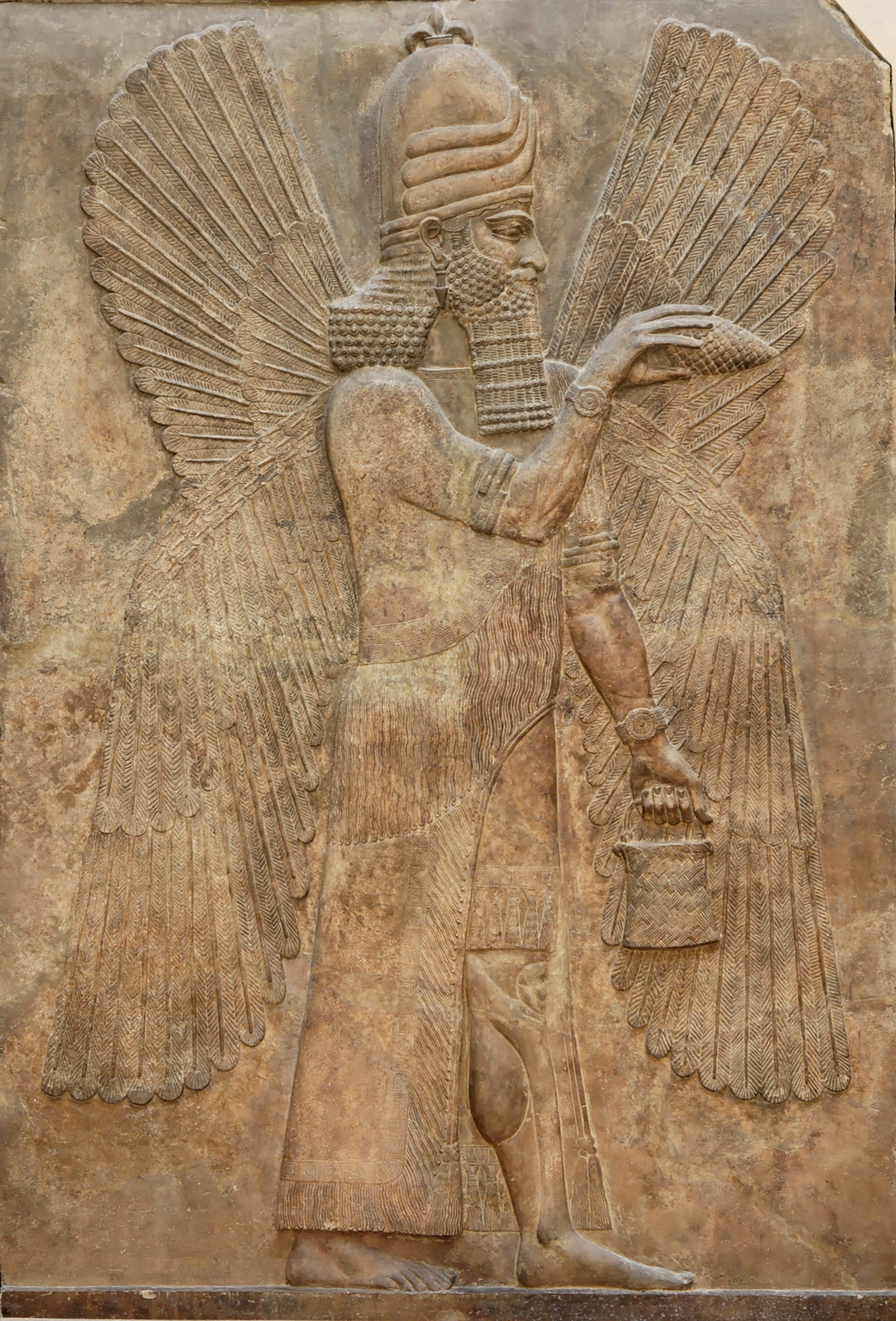
Bevingad, välsignande ande. Relief från norra muren i Sargon II:s palats i Dur Sharrukin, Assyrien (dagens Khorsabad, Irak), 713-716 f.Kr., 3.3×2.14 m, Louvren.
Bild: Jastrow, 2006. (PD)

Den assyriska konsten var en konst som tillverkades för hovet vid de assyriska palatsen. De konstnärer och hantverkare som utförde konstverken var fenicier, greker och hurriter från de medelhavsområden som assyrierna hade lagt under sig. Den assyriska konsten var alltså inte sprungen ur en lång process som många andra. 
Den importerade arbetskraften som arbetade vid det assyriska hovet fick en arbetsuppgift som få konstnärer haft innan dem: det är kring 700-600 f.Kr. som den första sekulariserade konsten blir till. Konstnärerna blandade friskt mellan de kulturer de kom ifrån och skapade en konst som var befriad från det värdeperspektiv och den mytologiska symbolik som varit förhärskande i de tidigare kulturerna. Konsten hade till uppgift att förhärliga härskaren, men för första gången i konstens historia framställdes här en härskare som en människa snarare än som en gud. Känslan av perioden som dynamisk förstärks av experimenterandet med rumslighet och motivval som bland annat inkluderar landskapsbilder.

## Arkitektur
De assyriska tempeltornen, zigguraterna, var påtagligt påverkade av de hurritiska med en spiraltrappa som löper upp mot toppen och delar upp byggnaden i diagonala band.

## Reliefer
De assyriska relieferna härstammar även de från den hurritiska kulturen men assyrierna utvecklade tekniken ytterligare och ersatte de tunga tortostaterna i basalt med tunna, fanérliknande skivor i marmor och alabaster. Då marmorn är mycket mjukare än basalt kunde assyrierna driva förfiningen av detaljerna mycket längre än hurriterna. Dessa reliefplattor var förmodligen bemålade i gult och blått och omgavs av klara temperafärger och påkostade textilier och importerade lyxföremål. I de assyriska palatsen fanns rum som var helt inredda i elfenben
Motivet i relieferna var kungens krigsframgångar och ritualiserade lejonjakt. Realismen och omsorgen om detaljer i framställningarna gör att scenerna känns övertygande än idag.
Till skillnad från de tunna väggrelieferna i palatsen var de assyriska monumenten huggna ur enorma stenblock. Liksom hos den orientaliska konsten i övrigt var de assyriska monumenten aldrig friskulpturer: de bestod av två reliefer av härskaren Sargon II i tjurgestalt - en framifrån och annan från sidan - som ställts mot varandra i rät vinkel. Sedda från "fel" håll ser djuren ut att ha fem ben. (Se bild ovan.)

## Lista över assyriska konstverk
- Portalen till Sargon II:s palats i Khorsabad, 700 f.Kr.
- Assurbanipal på lejonjakt, väggrelief, 800 f.Kr.
- Balawatportarna, dekorerade bronsbeslag, 800-talet f.Kr.
- Til Barsip-elfenben, snidade elfenben, 800-talet f.Kr.